# Ostnáč Schomburgkův
Ostnáč Schomburgkův (Polycentrus schomburgkii) je paprskoploutvá ryba z čeledi Polycentridae, jediný známý zástupce rodu Polycentrus. Pochází z Jižní Ameriky – z Venezuely, Guyany, Surinamu, Francouzské Guyany a ostrova Trinidad.
Jedná se o bentopelagickou sladkovodní a brakickou rybu, která dorůstá až 5,5 cm. Samičky jsou tmavě hnědé, samci sametově černí s tyrkysovými či stříbrnými tečkami a skvrnami. Využívají svého zbarvení, aby splynuli s prostředím.

## Chov
Ostnáč Schomburgkův je občas chován jako akvarijní rybka, neboť díky malé velikosti mu stačí i nádrže o objemu jen 5 litrů. Nejde ale o ryby, které by šlo chovat lehce. Podobně jako u ostatních jihoamerických ostnáčů jde o predátora, který přepadá svou kořist ze zálohy: vyčkává bez hnutí, až nějaká menší rybka připluje dostatečně blízko. Kvůli tomu by ostatní ryby v nádrži měly být dostatečně velké, aby nebyly sežrány, ale také ne činorodé natolik, aby ostnáče obraly o potravu. Ti vyžadují živou stravu, tedy menší rybky, larvy či artemie, jen málokdy se je podaří adaptovat na jinou než syrovou stravu. Navíc potřebují mít vodu měkkou, kyselou a velmi čistou.
Tření v akváriu je také komplikované. Plůdek se často vykulí v malé jeskyni nebo v listu a samec jej pak po 3 až 4 dny hlídá až do rozplavání. O potěru je známo, že dokáže být velmi kanibalistický a že je ještě citlivější na nedostatečnou kvalitu vody než dospělí jedinci.

## Galerie

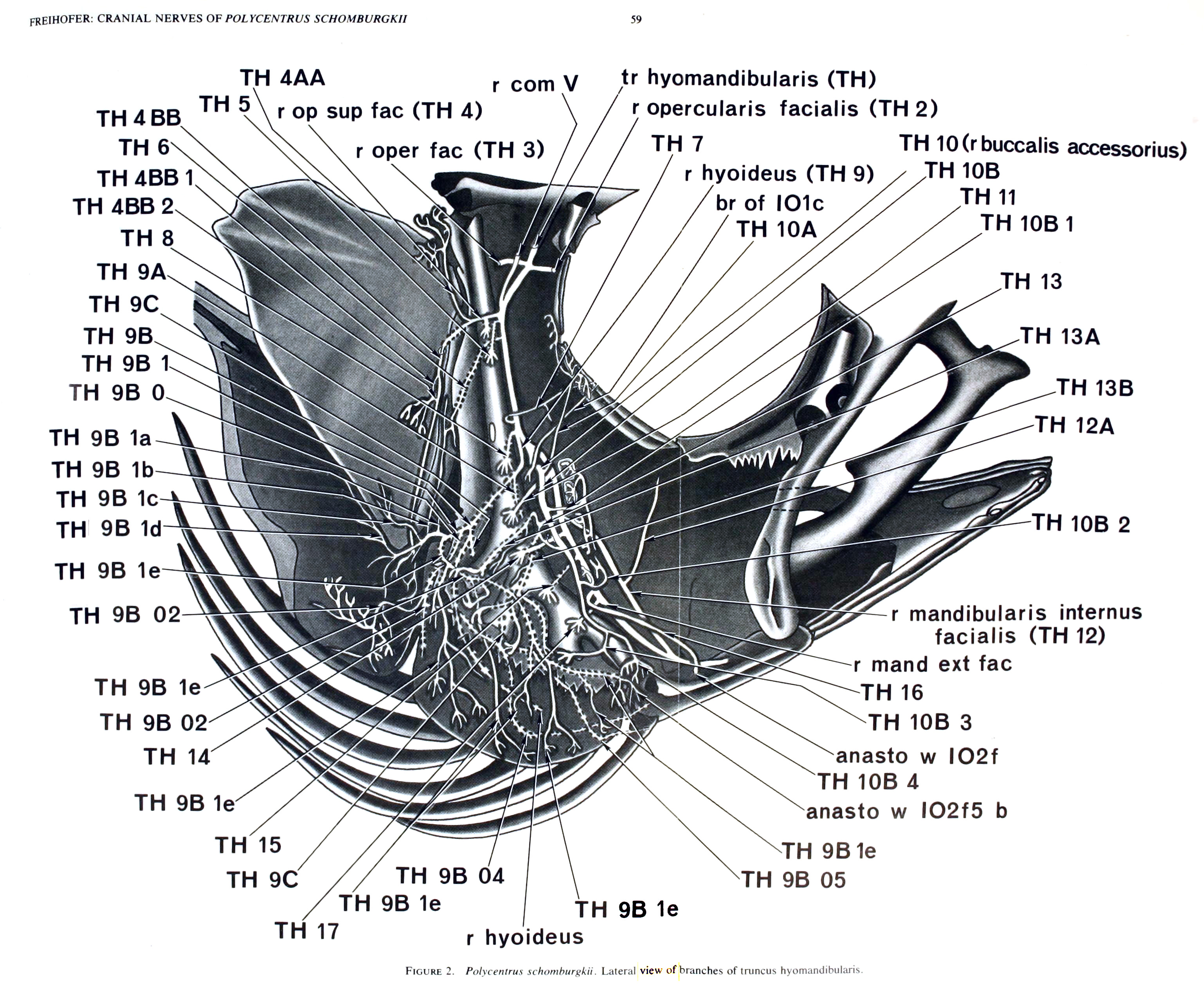
Anatomie
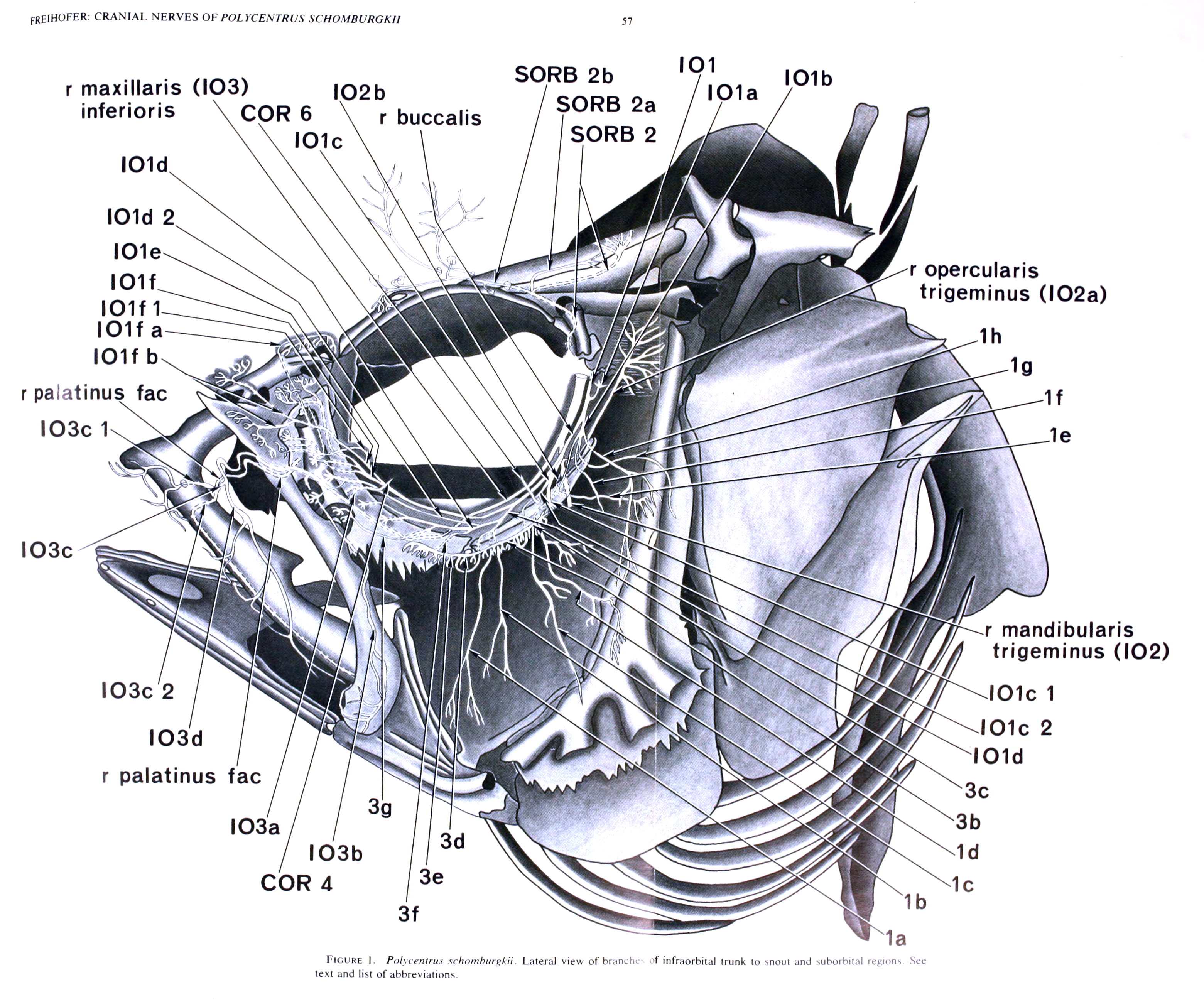
Anatomie
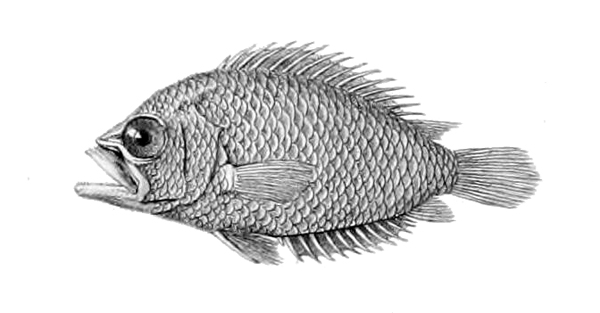